# Władimir Gackiewicz
Władimir Siemionowicz Gackiewicz, ros. Владимир Семенович Гацкевич (ur. w 1917 w Gżacku, zm. w 1985 w ZSRR) – radziecki dziennikarz i bibliotekarz, kolaboracyjny dziennikarz podczas II wojny światowej, emigracyjny działacz antykomunistyczny
Pełnił funkcję sekretarza redakcji gazety "Udarnaja strojka" ("Ударная стройка") w Smoleńsku. Na pocz. września 1936 r. został aresztowany przez NKWD. Po procesie skazano go na karę 3 lat łagrów. Po wyjściu na wolność od 1939 r. był bibliografem w Smoleńskiej Bibliotece Centralnej. Po zajęciu miasta przez wojska niemieckie 16 lipca 1941 r., podjął współpracę z okupantami. Został członkiem redakcji kolaboracyjnego pisma "Nowyj put'" ("Новый путь"). Był też lektorem w radiostacji smoleńskiej. Latem 1943 r., wobec zbliżającej się Armii Czerwonej, ewakuował się do Niemiec. Po zakończeniu wojny przebywał w obozach dla dipisów. Wstąpił do Ludowo-Pracowniczego Związku Rosyjskich Solidarystów (NTS). Współuczestniczył w utworzeniu pisma "Posiew" ("Посев"). W 1950 r. wyemigrował do USA. Do 1958 r. pracował w Radiu "Głos Ameryki". W tym samym roku powrócił do ZSRR. Objął funkcję metodyka w obłastnym Domie Twórczości Ludowej w Smoleńsku. Na pocz. września 1963 r. aresztowało go KGB. Po procesie skazano go pod zarzutem agitacji antysowieckiej na karę 7 lat więzienia.